# Anthreptes malacensis
El suimanga gorjipardo (Anthreptes malacensis) es una especie de ave paseriforme de la familia Nectariniidae propia del sudeste asiático.

## Descripción
Anthreptes malacensis es un suimanga relativamente grande y pesado, con un pico grueso. Algunos miden 14 centímetros de longitud y pesan 7,4 a 13,5 g, siendo los machos, en promedio, un poco más grandes que las hembras.
Al igual que la mayoría de los suimangas, el macho es más colorido que la hembra. El macho tiene un color verde iridiscente encima y morado con beige en las alas y los hombros, el vientre es en su mayoría de color amarillo. La hembra es verde oliva por encima y amarillo de abajo.

## Distribución
Puede ser encontrada en el Sudeste de Asia, desde Birmania a las Islas menores de la Sonda y oeste de Filipinas.

## Subespecies
Según Alan P. Peterson, existen 16 subespecies :
- Anthreptes malacensis birgitae Salomonsen 1953
- Anthreptes malacensis bornensis Riley 1920
- Anthreptes malacensis cagayanensis Mearns 1905
- Anthreptes malacensis celebensis Shelley 1878
- Anthreptes malacensis chlorigaster Sharpe 1877
- Anthreptes malacensis convergens Rensch 1929
- Anthreptes malacensis extremus Mees 1966
- Anthreptes malacensis heliocalus Oberholser 1923
- Anthreptes malacensis heliolusius Oberholser 1923
- Anthreptes malacensis iris Parkes 1971
- Anthreptes malacensis malacensis (Scopoli) 1786
- Anthreptes malacensis mjobergi Bangs & Peters,JL 1927
- Anthreptes malacensis nesophilus Eck 1976
- Anthreptes malacensis paraguae Riley 1920
- Anthreptes malacensis rubrigena Rensch 1931
- Anthreptes malacensis wiglesworthi Hartert 1902